# Буды (Львовская область)
Буды (укр. Буди) — село в Рава-Русской городской общине Львовского района Львовской области Украины.
Население по переписи 2001 года составляло 287 человек. Занимает площадь 9,8 км². Почтовый индекс — 80330. Телефонный код — 3252.